# Павел (Василик)
Павел Якимович Василик (укр. Павло Якимович Василик (пол. Pawło Wasyłyk, 8 августа 1926, село Бориславка Перемышльского повята, бывшее Львовское воеводство, ныне Подкарпатское воеводство, Польша — 12 декабря 2004, Коломыя, Ивано-Франковская область, Украина) — епископ УГКЦ, узник Гулага, кавалер украинского Ордена «За заслуги» 3-й степени (1999), почетный доктор Стэнфордского университета в США и Института Экономики и Права в Ивано-Франковске, почетный житель села Барыш.

## Биография
Родился в многодетной украинской семье, с юности имел связи с Украинской повстанческой армией, писал антибольшевистские стихи.

### Аресты
Арестован 1 апреля 1947 во Львове, осужден по статьям 54.1 и 54.11, за измену Родине и антисоветскую пропаганду к исправительным работам.
С 1947 по 1951 год находился в Воркутлаг е
В 1951 — 1952 годах в поселке Спасск Кемеровской области.
В 1953 год — в Алтайском крае.
В 1954 году переведен в Омск.
В 1956 году освобожден, поселился в Бучачском районе Тернопольской области, где проживала семья.
Повторно арестован в начале 1959 года в городе Станиславе, осужден по статьям 54.1а и 54.11. Заключение отбывал в Дубравлаге.
В 1964 году освобожден, после чего отбывал ещё 5 лет ссылки.

### Священнослужение
1 января 1950 года, будучи в лагере, рукоположен тайно в сан диакона епископом иезуитом Виктором Новиковым sj,.
18 ноября 1956 года подпольно во Львове рукоположен в сан священника епископом Николаем (Чарнецким) CSsR.
Занимался тайной пастырской деятельностью в Западных областях Украины, а также в Крыму.
1 мая 1974 подпольно в селе Ольховцы, Жидачовского района, Львовской области посвящен в сан епископа УГКЦ. Хиротонию совершил Иосафат Федорик, Экзарх Центральной Азии. Был вспомогательным епископом Ивано-Франковской епархии с титулом Плотинопольский.
С 31 октября 1993 года возглавил новосозданную созданную Коломыйско-Черновицкую епархию УГКЦ.

### Церковно-общественная деятельность
4 августа 1987 возглавил группу духовенства, монашествующих и мирян, подписавших открытое заявление, направленное Папе Иоанну Павлу II и Генеральному секретарю ЦК КПСС Михаилу Горбачёву о своем выходе из подполья.
17 июля 1988 возглавил публичное богослужение в Зарванице, в которой приняло участие около 30 000 верующих.
17 сентября 1988 в Москве принимал участие в круглом столе с четырьмя сенаторами США и представителями Верховного Совета СССР.
7 февраля и 16 мая 1989 года в составе делегаций УГКЦ был в Москве.
12 — 16 января 1990 года участвовал в переговорах между Ватиканом и РПЦ МП в Даниловом монастыре в Москве.